# Giuseppe Cades
Giuseppe Cades (* 8. Dezember 1750 in Rom; † 8. Dezember 1799 ebenda; seltener auch Joseph Cades) war ein italienischer Maler und Grafiker.

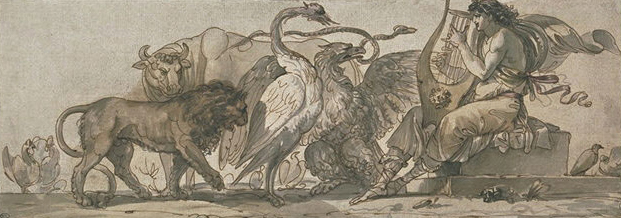
Orpheus betört die Tiere, 1780

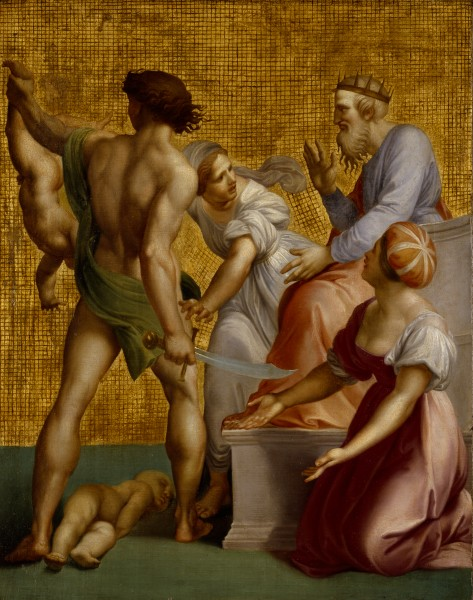
Das Salomonische Urteil,
Ende 18. Jahrhundert

Er wuchs in Rom als Sohn eines französischen Vaters auf. Cades wurde besonders bekannt durch seine Fertigkeit, Werke alter Meister täuschend echt zu kopieren und nachzuahmen. Der Direktor der Dresdner Gemäldegalerie soll eine seiner Handzeichnungen selbst noch nach einer Versicherung Cades’ über seine Autorschaft für einen „echten Raffael“ gehalten haben.
Cades’ eigene Werke galten als gekonnt, aber wenig originell. Ein sich allmählich ausprägender eigener Spätstil in Anlehnung unter dem Einfluss der französischen Malerei (u. a. Jacques-Louis Davids) konnte durch seinen frühen Tod nicht mehr zur vollen Blüte kommen.
Eines seiner bekanntesten Werke war für die Villa Borghese in Rom geschaffene Begegnung des Grafen Gautier d’Angers mit seiner Tochter Violante.